# 阪南市立舞小学校
阪南市立舞小学校（はんなんしりつ まいしょうがっこう）は、大阪府阪南市舞にある公立小学校。

## 沿革
- 1975年（昭和50年）4月1日 - 開校[1]。

## 出身者
- 上甲誠（政治家、阪南市長）